# Gete (Cármenes)
Gete es una pequeña localidad de España, que pertenece al municipio de Cármenes, en la provincia de León, comunidad autónoma de Castilla y León (España).

## Geografía

Pendón de Gete

Situada a 45 km de León, a 182 km de Valladolid y a 366 km de Madrid. Tiene un área de 154,22 km² con una población de 9 habitantes (INE 2020). Se encuentra a una altitud de 1136 m y las poblaciones más cercanas son Getino, Felmín y Valverdín.

## Historia

### Edad Moderna
En el Diccionario geográfico universal, redactado de la mano de Antonio Vegas, viene redactada esta localidad de la siguiente manera:

Gete: Hay en España dos lugares con este nombre: el uno está en Castilla la Vieja [y] el otro en la Provincia de León, en el Concejo de la Mediana de Argüello. [...] es realengo, con alcaldes ordinarios.
Diccionario geografico universal

### Edad Contemporánea
En cuanto a las fuentes en papel más antiguas conocidas de esta época del siglo XIX en referencia directa a este pueblo, se encuentra el Diccionario geográfico-estadístico de España y Portugal:

Gete, lugar de realengo de España provincia y partido de León, concejo de la Mediana de Argüello. 31 vecinos, 139 habitantes, 1 parroquia. El nombre de este lugar es de origen arábigo. Dista 7 leguas y media de la capital. Contribuye con el concejo.
Diccionario geográfico-estadístico de España y Portugal

En el tomo viii del Diccionario geográfico-estadístico-histórico de España y sus posesiones de Ultramar se describe así a Gete, obra impulsada por Pascual Madoz a mediados del siglo XIX:

Lugar en al provincia y diócesis de León, partido judicial de La Vecilla, audiencia territorial y capitanía general de Valladolid, ayuntamiento de Cármenes: sitiado al margen izquierdo del río de la Mediana o Torío; su clima es bastante sano. Tiene 40 casas; iglesia parroquial (San Martín), servida de un cura de ingreso de libre colación; y buenas aguas potables. Confina al Noreste con Genicera; Este con Getino; Sureste con Valporquero; y Oeste con Velilla de la Reina. El terreno es de mediana calidad, y le fertilizan algún tanto las aguas del mencionado Torío. Los caminos son locales excepto el que dirige a Asturias y Valencia de Don Juan. Produce trigo, centeno, cebada, legumbres, hortaliza y pastos; cría ganado y alguna caza. Población: 31 vecinos, 139 almas. Contribuye con el ayuntamiento.
Diccionario geográfico-estadístico-histórico de España y sus posesiones de Ultramar

Por otra parte, lo encontramos definido según el Diccionario universal de historia y de geografía de 1847 como presenta el texto:

Lugar de España, con 31 vecinos, en la provincia y diócesis de León, partido judicial de la Vecilla.
Diccionario universal de historia y de geografía

## Demografía
Evolución de la población
| Gráfica de evolución demográfica de Gete entre 2000 y 2024         |
|                                                                    |
| Población de derecho (2000-2023) según el padrón municipal del INE |